# Engelse kwikstaart
De Engelse kwikstaart (Motacilla flava flavissima, synoniem Motacilla flavissima) is een zangvogel uit de familie piepers en kwikstaarten (Motacillidae). Op de IOC World Bird List is dit een ondersoort van de gele kwikstaart, maar op de Nederlandse taxonomische lijst wordt de Engelse kwikstaart beschouwd als een aparte soort.

## Kenmerken
De Engelse kwikstaart wordt ongeveer 16 cm groot, even groot als de gewone gele kwikstaart, met een groenig bruine rug en heldergele buik, die bij het vrouwtje iets lichter is. Het verschil met de gewone gele kwikstaart zit in de koptekening van het mannetje. Bij de Engelse kwikstaart ontbreekt het grijs op de kop, de oogstreep is geel en de kop is verder groenig bruin op de plaatsen waar de gewone gele kwikstaart grijs is. Deze ondersoort komt voor op de Britse eilanden.

## Status
De Engelse kwikstaart is in Nederland een zeer schaarse broedvogel, in 2019 waren er 10-20 broedparen. Engelse kwikstaarten trekken ook in zeer klein aantal door Nederland.

- Video van een Engelse kwikstaart.